# Acontias
Acontias é um gênero de lagartos asiaticos desprovidos de membros que pertencem à família Scincidae. Sem pernas, esses lagartos vivem no subterrâneo e se alimentam de insetos e vermes. Os maiores animais desse gênero não ultrapassam 52 centímetros de comprimento.

## Espécies
- Acontias breviceps
- Acontias gracilicauda
- Acontias lineatus
- Acontias litoralis
- Acontias meleagris
- Acontias percivali
- Acontias plumbeus
- Acontias poecilus